# Duple Coachbuilders

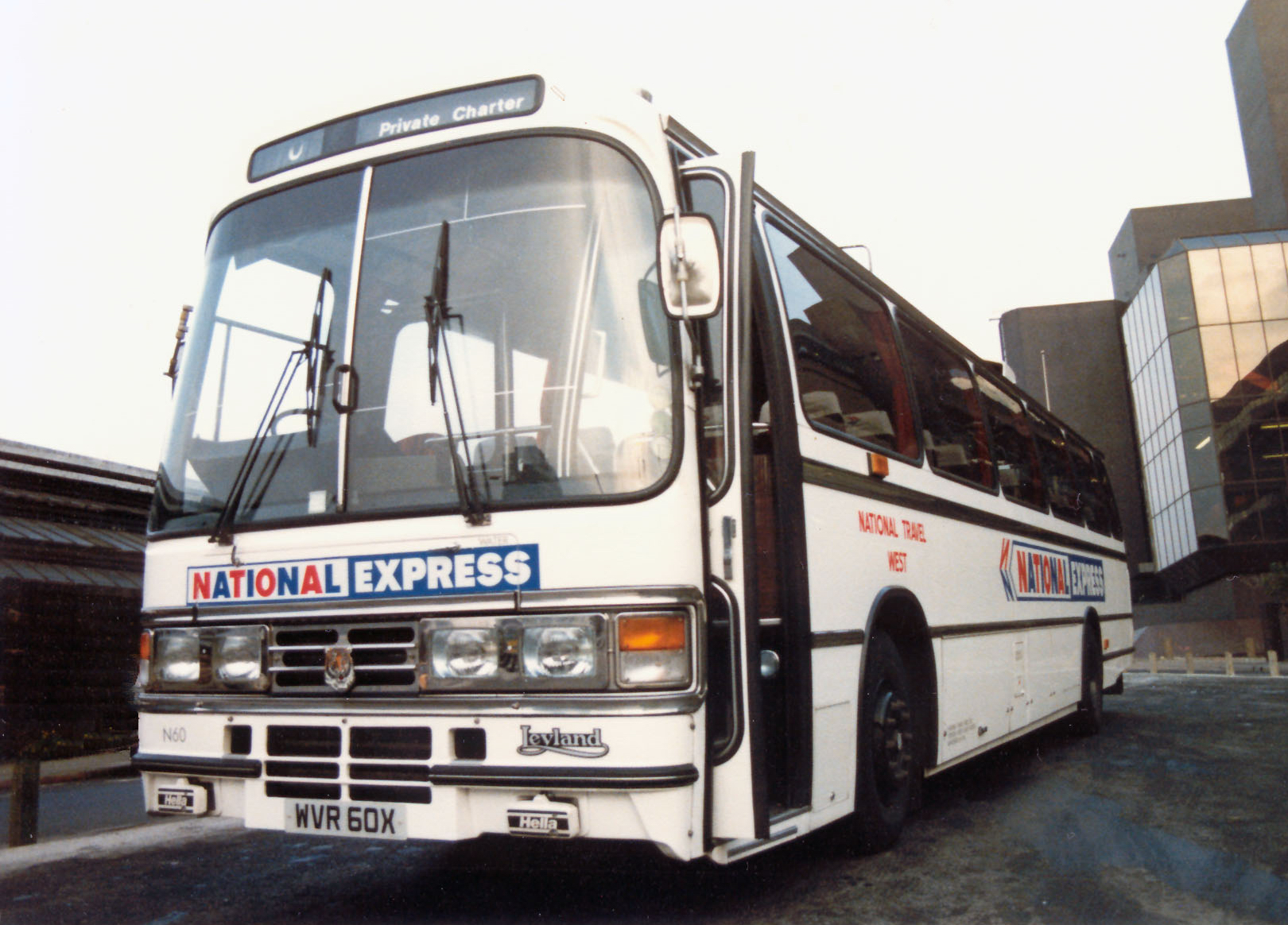
Duple Dominant IV auf Leyland Tiger TRCTL11/3R-Fahrgestell

Duple Coachbuilders war ein Hersteller von Aufbauten für Omnibusse aus England. Spezialisiert auf die Herstellung von Reisebussen, wurden auch Stadtbusse und vereinzelt Doppeldeckerbusse gefertigt. Das Unternehmen bestand von 1919 bis 1989.

## Geschichte

### Gründung
Duple Coachbuilders, kurz Duple, wurde im Jahr 1919 von Herbert White in Hornsey, London, gegründet. White hatte bereits vor dem Ersten Weltkrieg unter dem Markennamen Bifort in Fareham Kraftfahrzeuge produziert.
Der Name Duple geht auf die Idee Whites zurück, Kraftfahrzeuge zu entwickeln und zu bauen, die für zwei verschiedene Verwendungszwecke geeignet waren. Das erste nach diesem Konzept entwickelte Fahrzeug war der Bifort. Später wurden ehemals militärisch genutzte Ford Modell T mit einem neu entwickelten Mehrzweckaufbau versehen. Die Karosserie ähnelte dabei einem Tourenwagen, konnte aber durch Abnehmen des hinteren Teils der Karosserie und Aufsetzen eines entsprechenden Aufbaus in einen Lieferwagen verwandelt werden. Diese Art der Karosserie besaß eine große Anziehungskraft für kleinere Gewerbetreibende, die bei geringen Mehrkosten das Fahrzeug sowohl für geschäftliche als auch private Zwecke nutzen konnten. Derartige Aufbauten wurden von Duple in erheblichen Stückzahlen produziert. Um die wachsende Nachfrage befriedigen zu können, eröffnete Duple 1926 eine neue Fabrikationsstätte in Hendon.

### Anfänge als Bushersteller
Aufbauten für Busse wurden seit der Gründung des Unternehmens gelegentlich hergestellt. Im Jahr 1928 wurde beschlossen, diesen Geschäftszweig erheblich auszuweiten. Infolgedessen wuchs die Anzahl der Beschäftigten in kurzer Zeit auf ungefähr 800 Mitarbeiter. Ebenfalls im Jahr 1928 trat Walter Ernest Brown, ein früherer Teilhaber des Karosseriebauers Strachan & Brown, in das Unternehmen ein. Seine Tätigkeit hatte einen großen Einfluss auf die Erweiterung des Unternehmens. Hauptkunden zu dieser Zeit waren die Great Western Railway, die eine Anzahl von Aufbauten für ihre Busflotte bei Duple bestellten, und die Royal Blue Coach Services der Gebrüder Elliot.
Bis zum Jahr 1930 wurden ungefähr 250 Busse produziert. Duple war zum damaligen Zeitpunkt ein aufstrebender Karosseriebauer. Die von Duple produzierten Aufbauten beeinflussten mit ihren charakteristischen Designmerkmalen die Entwicklung im Vereinigten Königreich. Im Jahr 1930 kam es durch den Road Traffic Act zur Veränderung der Nachfrage. Der bisher ungeregelte Wettbewerb wurde durch ein Lizenzsystem ersetzt, was zur Stabilisierung der Transportwirtschaft führte. Die nun relativ sichere wirtschaftliche Basis der Buslinienbetreiber rief einen Trend zu hochwertigeren, besser verarbeiteten und komfortableren Bussen hervor. Im Jahr 1930 erhielt Duple den bis dahin größten Einzelauftrag – eine Bestellung von 50 Aufbauten für die Green Line Coaches, die neu gegründete Expresslinie der London General Omnibus Company. Die Karosserien wurden auf Fahrgestelle vom Typ AEC Regal gesetzt.
Im August 1931 begann Bedford mit der Produktion von zwei neuen Fahrgestelltypen: dem 14-Sitzer WHB und dem 20-Sitzer WLB. Duple nahm schon früh die Produktion von Aufbauten für den WLB auf. Im Werbematerial des Unternehmens Bedford wurde Duple als einer von vier Herstellern von Aufbauten für den WLB empfohlen. Die infolge der steigenden Nachfrage ausgeweiteten Produktionskapazitäten machten Duple zum führenden Karosseriehersteller im Vereinigten Königreich. Bedford-Busse mit Duple-Aufbauten kamen im ganzen Land zum Einsatz. Die Verbindung mit Bedford war für Duple für die nächsten fünfzig Jahre bestimmend.
Im Jahr 1932 übernahm Duple das Geschäft von London Lorries, die trotz des anderslautenden Namens ein damals bedeutender Hersteller von Aufbauten für Busse waren.
In der Mitte der 1930er Jahre engagierte sich Duple auch stark in der Entwicklung und im Bau von Karosserien für Pkw. 1933 wurden auf Bestellung von Vauxhall Motors Spezialkarosserien gebaut und im selben Jahr auf der London Motor Show gezeigt. Diese von Vauxhall noch bis 1935 beworbenen Fahrzeuge waren die letzten von Duple gefertigten Pkw-Karosserien.
Das Auslandsgeschäft entwickelte sich frühzeitig. Durch die Reisetätigkeiten der Direktoren, insbesondere von Walter Ernest Brown, konnten neue Märkte erschlossen werden. Brown bereiste die USA und Kanada und konnte dort erste Exportaufträge akquirieren. Er erschloss ebenfalls die Märkte in Griechenland, Syrien und Ägypten für Duple. Weitere Aufträge kamen aus Ostafrika, Argentinien und Europa. Das Auslandsgeschäft glich dabei die saisonal stark schwankende Nachfrage auf dem Inlandsmarkt aus. 1934 reichten die Produktionsstätten nicht mehr aus, so dass Duple ein benachbartes Grundstück zur Erweiterung seiner Produktion erwarb.
Die 1930er Jahre waren die Zeit des klassischen Bus-Designs, in der die Betreiber zunehmend das Aussehen der Busse beeinflussten. Viele Aufbauten waren individuell gestaltet, aber leicht als typische Aufbauten von Duple zu identifizieren. Die Einführung von schrägen Fenstersäulen, geschwungenen Dach- und Seitenlinien und ausgeformten Seitenteilen waren Anklänge an ein „aerodynamisches“ Design, das zu dieser Zeit immer populärer wurde. Obwohl der Bau von Pkw-Karosserien bis Mitte der 1930er Jahre den wichtigsten Geschäftszweig von Duple darstellte, machte die Herstellung von Aufbauten für Omnibusse einen zunehmenden Anteil am Geschäft aus. Beschleunigt wurde diese Entwicklung durch einen Großauftrag von Barton Transport, die für einen längeren Zeitraum eine große Anzahl von Bussen abnahmen.
Im Jahr 1936 führte Duple den Vista ein. Der Vista, meist auf Bedford WTB-Chassis gesetzt, hatte geschwungene Dach- und Seitenlinien sowie ein serienmäßiges Schiebedach. Im darauffolgenden Jahr wurde das Design modifiziert und als Vista II vertrieben. Im selben Jahr erschien ebenfalls der sehr ähnliche Hendonian. Beide Typen wurden bis zum Ende des Jahrzehnts produziert.
1939 begann Bedford die Produktion eines neuen Lkw-Fahrgestells mit dem charakteristischen Bullennasen-Kühlergrill. Die Fahrgestelle dieses Typs erhielten ein führendes "O" in der Bezeichnung. Der Unterbau für Busse wurde als Bedford OB bezeichnet. Duple passte den Aufbau des Hendonian an das neue Fahrgestell an, das länger als das WTB-Chassis war. Wegen des Ausbruchs des Zweiten Weltkrieges wurden nur 73 OB-Fahrgestelle produziert, da Bedford zur Produktion von Rüstungsgütern überging.

### Zweiter Weltkrieg
Während des Zweiten Weltkriegs war Duple Bestandteil der London Aircraft Production Group und stellte Rümpfe für den Bomber Handley Page Halifax sowie weitere Rüstungsgüter her. Daneben wurden noch verschiedene Doppeldeckerbusse nach speziellen Anforderungen produziert. Als einziges Eindecker-Modell wurde von 1942 bis 1945 der Bedford OWB hergestellt, im Prinzip ein radikal vereinfachter Vista mit geraden Dach- und Fensterlinien.

### Nachkriegszeit

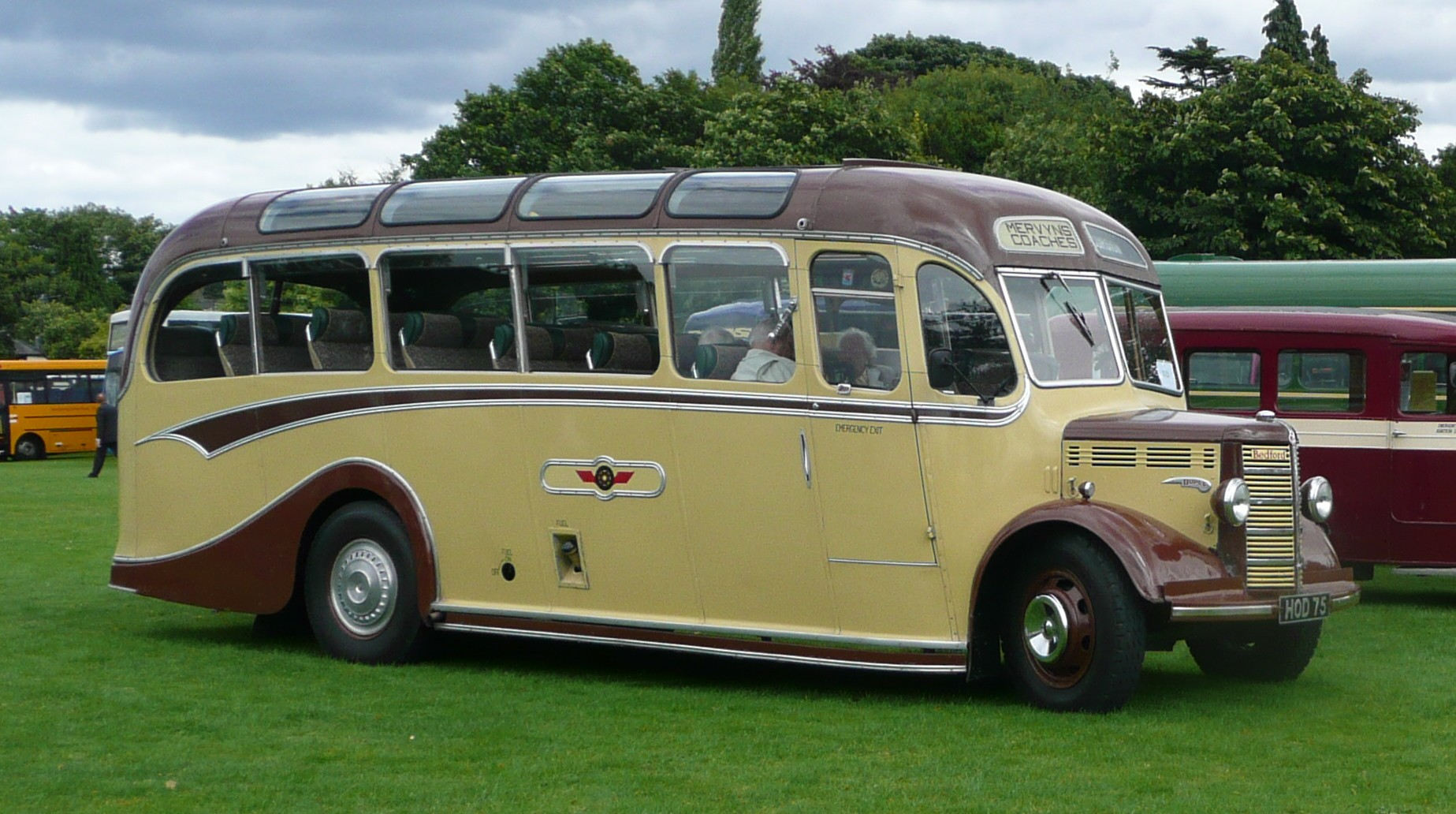
Bedford OB mit Duple Vista-Aufbau

1946 änderte sich der Name des Unternehmens in Duple Motor Bodies Limited. Als erstes Modell wurde nach Kriegsende der Vista auf dem Bedford OB-Fahrgestell gebaut. Normalerweise für 29 Sitzplätze vorgesehen, wurden auch Ausführungen mit einer anderen Anzahl von Sitzplätzen hergestellt. Der Vista auf diesem Chassis war die Standardausführung bis zur Einstellung der Produktion des Bedford OB in den frühen 1950er Jahren.
Im Mai 1946 lieferte Duple die ersten Aufbauten für Normalfahrgestelle wie den AEC Regal aus. Als A-type bezeichnet, lehnte sich das Design mit den geschwungenen Linien an die Vorkriegstypen an. Der Umbau von Vorkriegs-Chassis war zu dieser Zeit eine gängige Praxis, da neue Fahrgestelle unmittelbar nach dem Krieg nur schwer erhältlich waren. Duple fertigte eine Anzahl von Aufbauten für ältere Chassis. Nach kurzer Zeit waren der B-type und der C-type erhältlich, die sich nur in Details unterschieden und als Mehrzweckaufbauten vermarktet wurden. Der erste neue, eigenständige Designentwurf nach dem Krieg war der D-type. Dach- und Seitenlinie verliefen nun gerade. Alle Busse dieser Serien waren Kurzhauber, die halbseitige Fahrerkabine war fast bis zum Kühlergrill vorgezogen. Einige Umbauten für ältere Fahrgestelle waren jedoch auch als Frontlenker ausgeführt. Insgesamt besserte sich die Auftragslage zügig, und die Busse mit dem markanten Duple-Design wurden zu einem vertrauten Anblick im Britannien der Nachkriegszeit.
Nach dem Krieg entwickelte sich ein Trend hin zu Ganzmetallaufbauten. Bis zu dieser Zeit bestanden Aufbauten für Busse aus einem Holzrahmen, der mit Stahl- oder Aluminiumblechen beplankt war. Vollständig aus Metall gebaute Busse wiesen eine größere Haltbarkeit auf, auch war Holz für den Rahmenbau zunehmend schwerer erhältlich. Für den Export entwickelte Duple einen Almet genannten Ganzmetallaufbau für den Bedford OB und begann mit der Entwicklung eines Ganzmetallaufbaus für das neue SB-Chassis von Bedford. 1948 entwickelte Duple einen Doppelstockbus mit Metallrahmen, von dem einige Exemplare an die Red & White Services und SMT geliefert wurden.

### 1950er Jahre

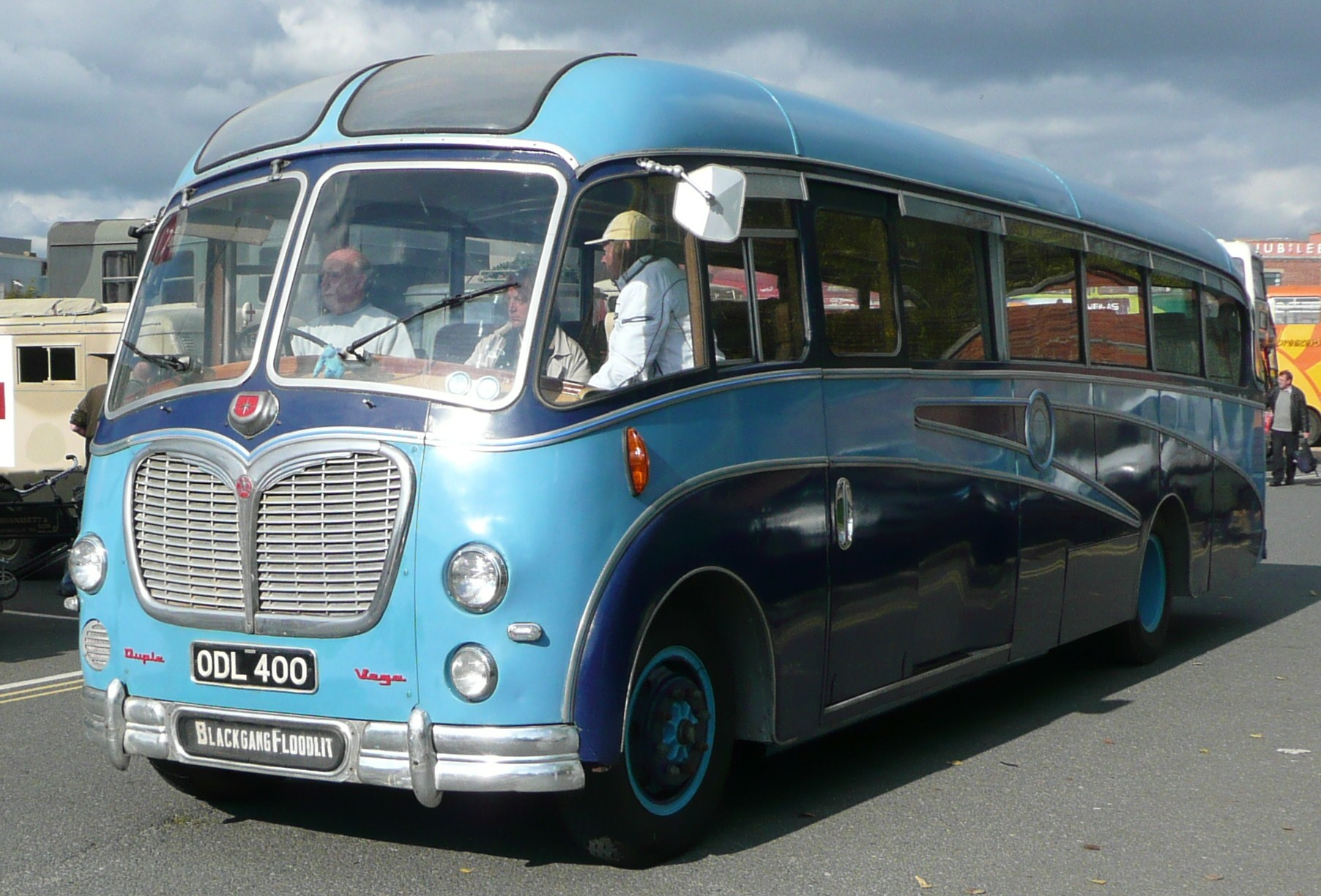
Bedford SB3 mit Duple Vega-Aufbau

Im Jahr 1950 produzierte Duple eine Anzahl von Ambassador-Aufbauten, einem Frontlenker-Bus mit der für Duple typischen geschwungenen Linienführung. Da in Großbritannien die Größenbeschränkungen für Omnibusse auf 9,1 m und 2,4 m Breite angehoben wurden, bereitete das Unternehmen einige neue Entwürfe vor. Die bekanntesten davon waren der Roadmaster und der Vega. Der Roadmaster wies ein für Duple neues Erscheinungsbild auf. Da er für den Aufbau auf Unterflurmotor-Chassis bestimmt war, bekam er eine sehr hohe und gerade Fensterlinie sowie niedrige Fenster. Die durch das Blech dominierte Ansicht der Karosserie führte zum Spitznamen Iron Duke. Der Vega war für das neue SB-Fahrgestell von Bedford bestimmt und besaß wieder die für Duple typische geschwungene Seiten- und Fensterlinie. Gegenüber dem Ambassador und vor allem dem Roadmaster waren Front und Heck dem Zeitgeist entsprechend deutlich stärker gerundet.
Die 1950er Jahre waren für die Karosseriebauer ein schwieriges Jahrzehnt. Das Nachlassen des wirtschaftlichen Aufschwungs der unmittelbaren Nachkriegszeit führte zu einem Einbrechen der Nachfrage. Der Wettbewerb wurde härter. Viele der ehemaligen Duple-Kunden waren nun in der Tilling Group zusammengeschlossen, die ihren Buspark standardisierte und Fahrzeuge auf Bristol-Chassis mit AEC-Aufbauten einsetzte. Ein 36 Wochen dauernder Streik hatte katastrophale Folgen für Duple. Das Unternehmen verlor bedeutende Marktanteile und war gezwungen, ihren Standort in London aufzugeben.
1952 übernahm Duple das Unternehmen Nudd Brothers & Lockyer Limited in Kegworth, die anschließend Metallrahmen für die Aufbauten in der Duple-Standardgröße herstellte. Weitere Erweiterungen in Loughborough folgten 1955. Im Jahr darauf wurden die Betriebsteile in Kegworth und Loughborough zusammengeschlossen und in Duple Motor Bodies (Midland) Limited umbenannt. Willowbrook Coachbuilders, einer der Mitbewerber von Duple, wurde 1958 übernommen, führte aber eine Zeit lang die Produktion unter eigenem Namen fort.
Während dieser Zeit führte Duple 1953 mit dem Elizabethan einen weiteren Aufbau für Unterflur-Fahrgestelle ein, der den Roadmaster praktisch ablöste. Durch eine geschwungene Fensterlinie und eine mehrteilige Panorama-Frontscheibe gelang es, das massive Erscheinungsbild des Roadmasters dynamischer zu gestalten. Der 1955 vorgestellte Britannia basierte auf dem Elizabethan, hatte aber im Unterschied zu diesem eine neu gestaltete Front mit senkrecht stehenden Säulen. Der Donington, als Mehrzweckbus gedacht, folgte 1956, nun wieder mit gerader Fensterlinie. Für die Fahrgestelle von Bedford wurden der Vista und der Vega weiter produziert, nun als Super Vista und Super Vega. Das Erscheinungsbild des Super Vista wurde dabei weitgehend an den Super Vega angeglichen, er war nun ebenfalls als Frontlenker ausgeführt.

### 1960er Jahre

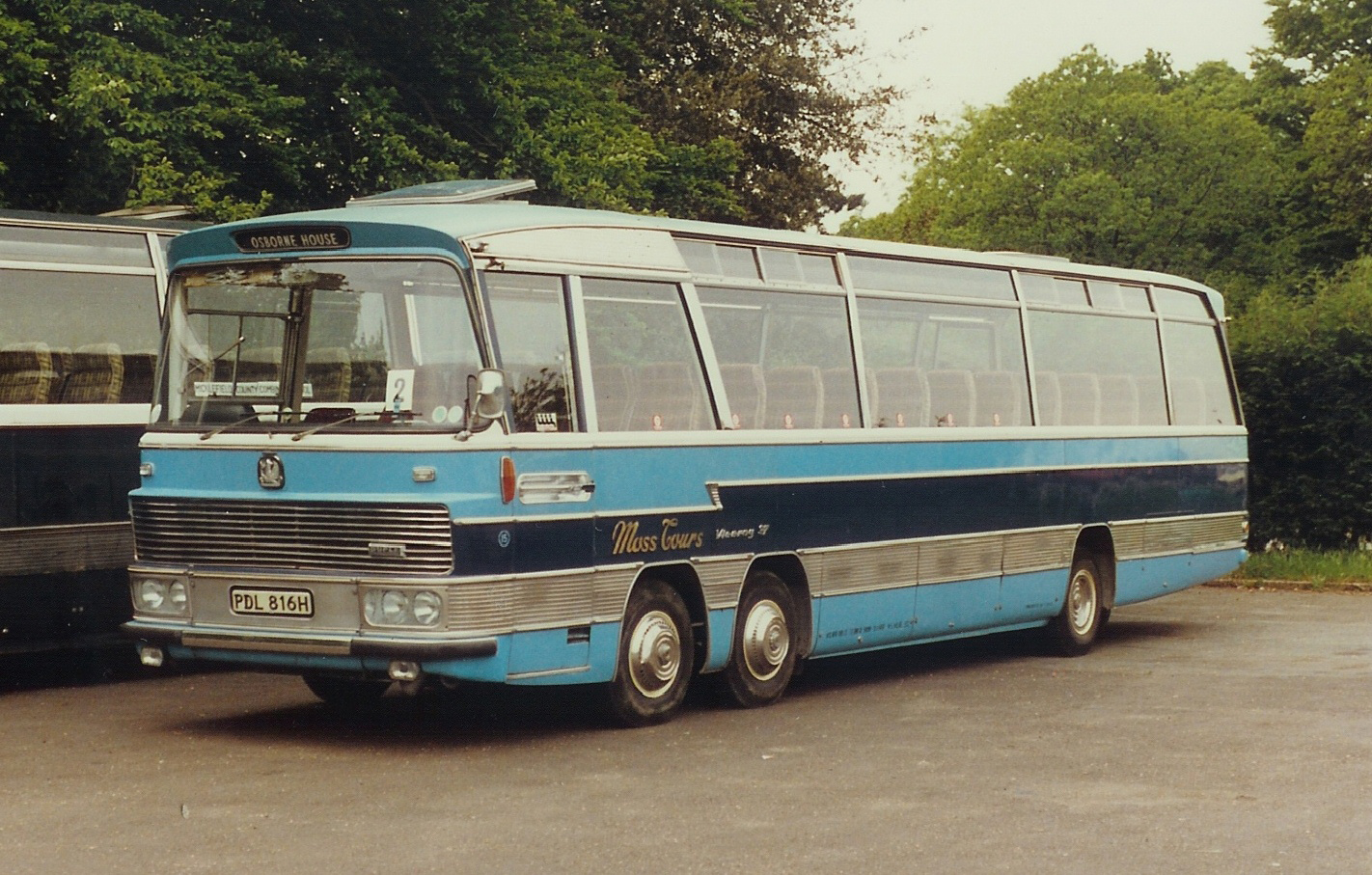
Duple Viceroy auf Bedford VAL-Fahrgestell

H. V. Burlingham Limited aus Blackpool, bekannt für den in den 1950er Jahren hergestellten Seagull-Aufbau, wurde 1960 übernommen. Der Unternehmensname wurde zunächst für zwei Jahre beibehalten, dann wurde der Betriebsteil in Duple Motor Bodies (Northern) Limited umbenannt.
Ende 1961 führte Bedford das VAS-Fahrgestell ein. Duple entwarf einen komplett neuen Aufbau, den Bella Vista, für das Chassis, der in seiner klaren Linienführung dem Zeitgeist der beginnenden 1960er Jahre entsprach. An dieses Design angelehnt entstand auch der etwas größere Bella Vega. Im selben Jahr wurde die maximal erlaubte Länge für Busse auf 11,1 m und die Breite auf 2,6 m erhöht. Duple (Northern) entwickelte nach diesen Vorgaben den Continental mit einer Kapazität von bis zu 51 Sitzplätzen. Nachdem Bedford das dreiachsige VAL-Chassis angekündigt hatte, führte Duple den Vega Major für dieses Fahrgestell ein. Der Commander wurde 1964 vorgestellt und zunächst in Hendon produziert. Später wurde die Produktion nach Blackpool verlagert. Der 1966 vorgestellte und dem Commander sehr ähnliche Viceroy löste die Bella und Vega Major für die meisten Chassis von Bedford und Ford ab.
Die Produktion wurde ab 1968 in Blackpool konzentriert und das Unternehmen in Duple Coachbuilders Limited umfirmiert. Die Fabrikationsstätte in Hendon wurde 1970 endgültig geschlossen. Das Tochterunternehmen Willowbrook führte das Geschäft unter eigenem Namen und wurde 1971 verkauft.

### 1970er Jahre

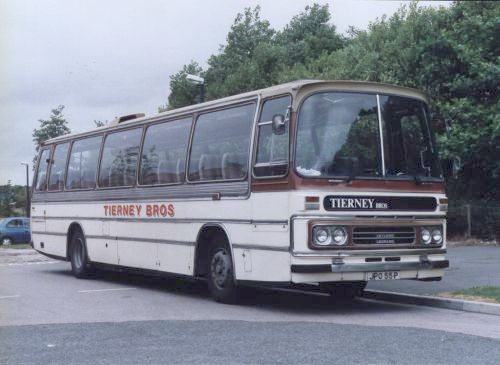
Leyland Leopard mit Duple Dominant-Aufbau

Im Jahr 1968 hatte Plaxton den Plaxton Panorama Elite vorgestellt, der mit seinem Design neue Maßstäbe setzte. Duple konterte mit dem erstmals auf der Commercial Motor Show 1972 gezeigten Duple Dominant. Der Nachfolger des Panorama Elite, der Plaxton Supreme, ging 1974 in Produktion. Duple entwickelte daraufhin den Dominant 1976 zum Dominant II weiter. Front und Heck wurden umgestaltet. Mit dem Facelift war der italienische Designer Michelotti beauftragt worden. Die Linienführung war insgesamt klarer, die jetzt rechteckigen Scheinwerfer wurden mit dem Kühlergrill in einer Chrommaske zusammengefasst. Die Windschutzscheibe war nun stärker gewölbt. Obwohl meist auf Chassis von Bedford gesetzt, war der Dominant auch für zahlreiche andere Fahrgestelle in unterschiedlichen Längen und Breiten erhältlich. Zusammen mit den beiden Typen von Plaxton war der Dominant der dominierende Reisebus im Großbritannien der 1970er Jahre, lediglich Willowbrook konnte sich noch einen kleineren Anteil auf diesem Markt sichern. Der Import von Bussen aus dem Ausland begann am Ende des Jahrzehnts vorerst nur zögerlich.

### Niedergang und Ende

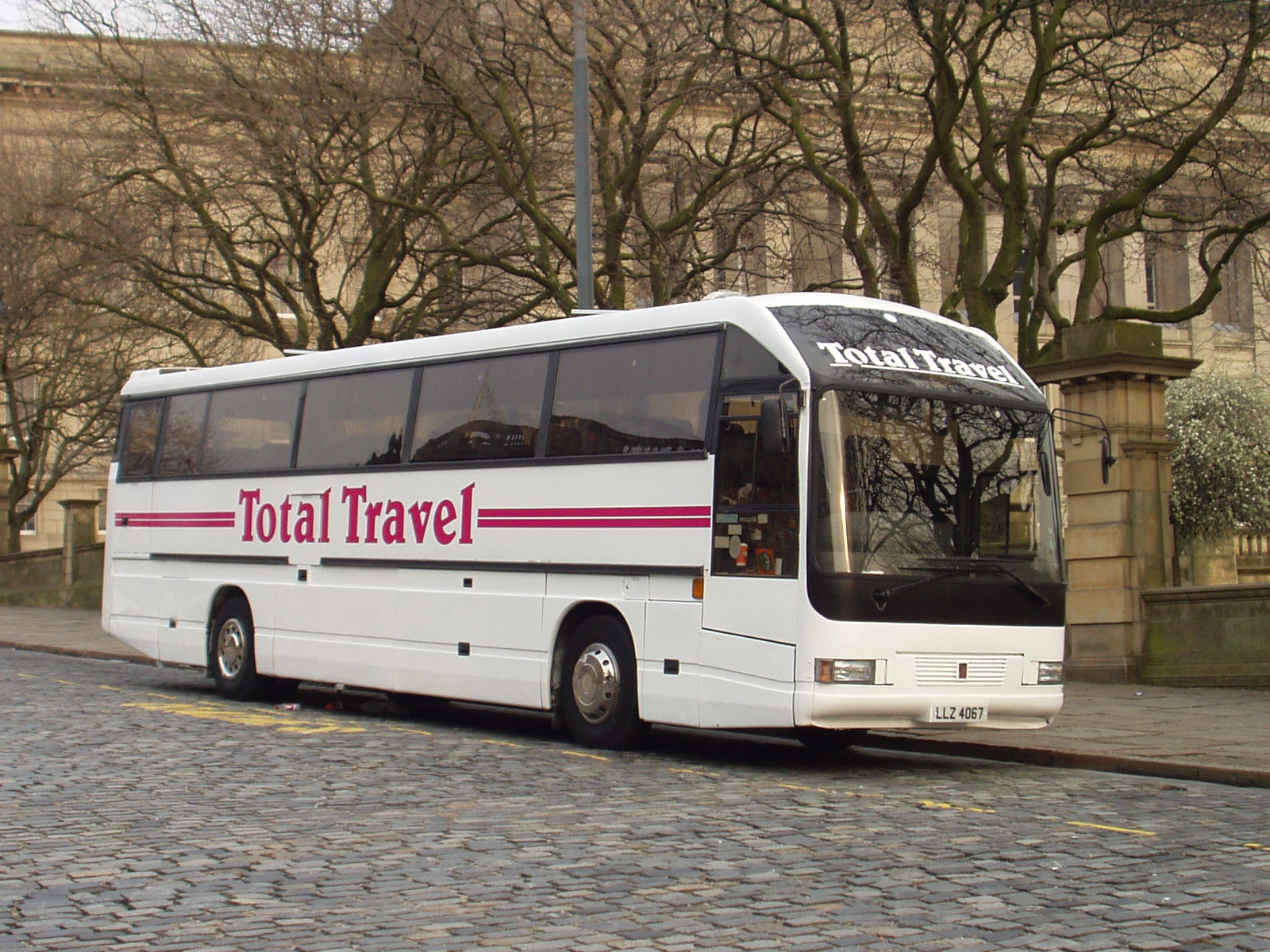
Duple 425

Der Transport Act 1980 von 1980 sah eine Deregulierung des Busverkehrs auf Entfernungen von mehr als 30 Meilen vor, was zu einem verstärkten Wettbewerb führte. Es entwickelte sich ein wachsender Trend zu schwereren Chassis, die für größere Laufleistungen und die höheren Geschwindigkeiten besser geeignet waren. Der Markt für leichte Reisebus-Chassis, wie sie von Ford und Bedford gebaut wurden, brach fast vollständig zusammen. Bedford war jedoch der Hauptlieferant für die Aufbauten von Duple gewesen, das Unternehmen hatte sich vor allem auf den Bau kleinerer und leichterer Reisebusse konzentriert. Die Produktion bei Duple fiel von 1000 Aufbauten 1976 über 800 im Jahr 1980 bis auf 500 im Jahr 1981 ab. Die Folge waren Entlassungen von Arbeitskräften. 1980/81 übernahm Duple das Unternehmen TI Metsec, einen Hersteller von Doppeldeckerbussen, um seinen Markt auf den innerörtlichen Nahverkehr auszuweiten. TI Metsec wurde nach der Übernahme als Duple Metsec geführt.
Duple brachte trotz der schwierigen Marktlage 1980 den Dominant III und Dominant IV heraus. Bei beiden Bussen war die Front wie beim Dominant II gestaltet, der Chromschmuck wurde jedoch reduziert und die Stoßfänger modifiziert. Der Dominant III besaß trapezförmig geschnittene Seitenfenster mit breiteren Fensterstegen, der Dominant IV rechteckige Fenster. Die Ausstattung der verschiedenen Dominant-Serien konnten jedoch untereinander gemischt werden, so dass eine eindeutige Zuordnung der Busse schwierig ist. Der 1981 vorgestellte Goldliner baute auf dem Dominant auf, besaß aber eine höher gesetzte Fenster- und Dachlinie, um mehr Reisegepäck unterzubringen und die Aussicht der Passagiere zu verbessern. Die ersten Goldliner besaßen eine charakteristische Stufe im Dach hinter dem Fahrersitz. Der Goldliner war in Übereinstimmung zu den Dominant-Modellen als II, III oder IV erhältlich. Der 1982 entwickelte Super Goldliner wurde auf Grundlage einer Forderung der National Bus Company zusammen mit Dennis Specialist Vehicles für den Hochgeschwindigkeitsverkehr entwickelt. Nur zwölf Exemplare des auf ein heckmotorgetriebenes Fahrgestell von Dennis gesetzten Aufbaus wurden produziert. Aufgrund der kurzen Entwicklungszeit gab es erhebliche Qualitätsmängel, die dem Bus den Ruf der Unzuverlässigkeit einbrachten. Das Design des Super Goldliners mit nun flachem Dach ohne Stufe wurde auch für andere Goldliner übernommen.
Der Import von Bussen aus dem Ausland nahm stetig zu, Neoplan, Bova, Van Hool und Jonckheere konnten zunehmend Anteile auf dem britischen Markt gewinnen. Um im Wettbewerb mit ausländischen Anbietern zu bestehen, entwickelte Duple 1982 den Laser und den Caribbean. Der Laser baute auf dem Design des Dominant auf, hatte aber eine mehr abgerundete Front und einen in Wagenfarbe lackierten Kühlergrill. Der Caribbean war ein Hochdecker, der 1983 eingeführte Calypso seine Ausführung mit normaler Höhe und auf einem Chassis von Bova aufgebaut. Die neuen Typen konnten den Rückgang der Produktion jedoch nicht aufhalten, 1983 produzierte Duple nur noch 340 Busse.
Im Juni 1983 wurde die Duple Coachbuilders Limited an die Hestair Group verkauft, die bereits vorher Dennis Brothers übernommen hatten. Duple wurde in Hestair Duple umbenannt. Der Laser und der Caribbean wurden einem Facelift unterzogen. 1985 wurde mit der Serie 300 nochmals ein neues Modell vorgestellt. Der Stadtbus dieser Serie löste den erfolgreichen Stadtbus der Dominant-Reihe ab, der auch nach Auslaufen der Produktion der Dominant-Reisebusse weiter hergestellt wurde. Mit dem 425 wurde ein integrierter Bus produziert, bei dem Rahmen und Aufbau vom selben Hersteller kamen. An das Modell wurden große Erwartungen geknüpft. Die nun jedoch enge Verbindung von Duple mit dem Fahrgestellhersteller Dennis führte jedoch dazu, das andere Chassishersteller weniger auf Aufbauten von Duple zurückgriffen. Die Deregulierung des innerörtlichen Nahverkehrs mit dem Transport Act von 1986 führte zu Irritationen bei den Betreibern der Buslinien, infolgedessen wurden nur noch wenige Investitionen getätigt. 1988 baute Duple schließlich nur noch 250 Busse. 1988 stellte Dennis auf der Motor Show den Dennis Dart vor, einen Midibus. Er sollte eines der erfolgreichsten Fahrzeuge seiner Klasse werden. Duple entwickelte auf seiner Basis einen Reisebus. An das Design der 300er-Serie angelehnt, war die Front mit der konkav gewölbten Frontscheibe und dem darunterliegenden konvex gewölbten Panel sehr markant.
Im November 1988 kündigte Hestair den Verkauf von Dennis und Duple an ein Management-Buyout unter dem Namen Trinity Holdings an. Das Unternehmen wurde in International Duple umbenannt. Bei sinkenden Verkaufszahlen wurden verschiedene Versuche unternommen, den Absatz wieder zu erhöhen. Unter anderem sollte ein neuer Aufbau für den Scania N113 entwickelt werden. Allerdings wurde im Juli 1989 die Entscheidung getroffen, Duple endgültig zu schließen. Das Design und die Produktionsvorrichtungen für die Serien 300 und 400 wurden an den inländischen Mitbewerber Plaxton verkauft. Plaxton kaufte auch die Duple Services Ltd, die Ersatzteile herstellt und Reparaturen durchführt. Das Design für den Dartline wurde an die Carlyle Works Limited veräußert. Lediglich Duple Metsec wurde als Bestandteil der Trinity Holdings weitergeführt und schließlich 1998 von der Mayflower Corporation übernommen.

## Firmen
- Duple Bodies & Motors Ltd 1919–1946
- Duple Motor Bodies Limited 1946–1968
  - Duple Motor Bodies (Midland) Limited
  - Duple Motor Bodies (Northern) Limited
- Duple Coachbuilders Limited 1968–1983
- Hestair Duple 1983–1989
- Trinity Holdings 1989

## Modelle

### 1928–1945

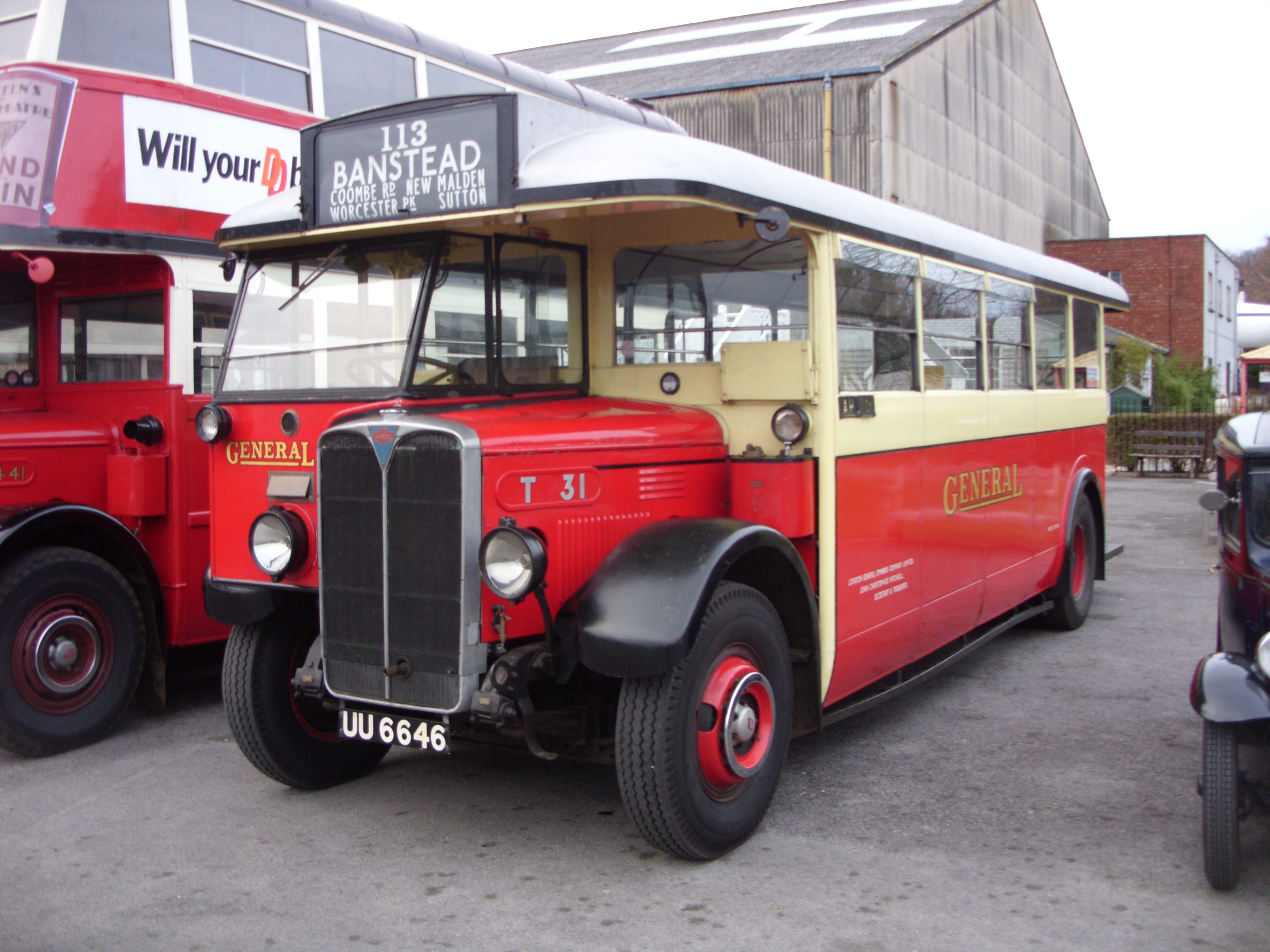
AEC Regal, London General
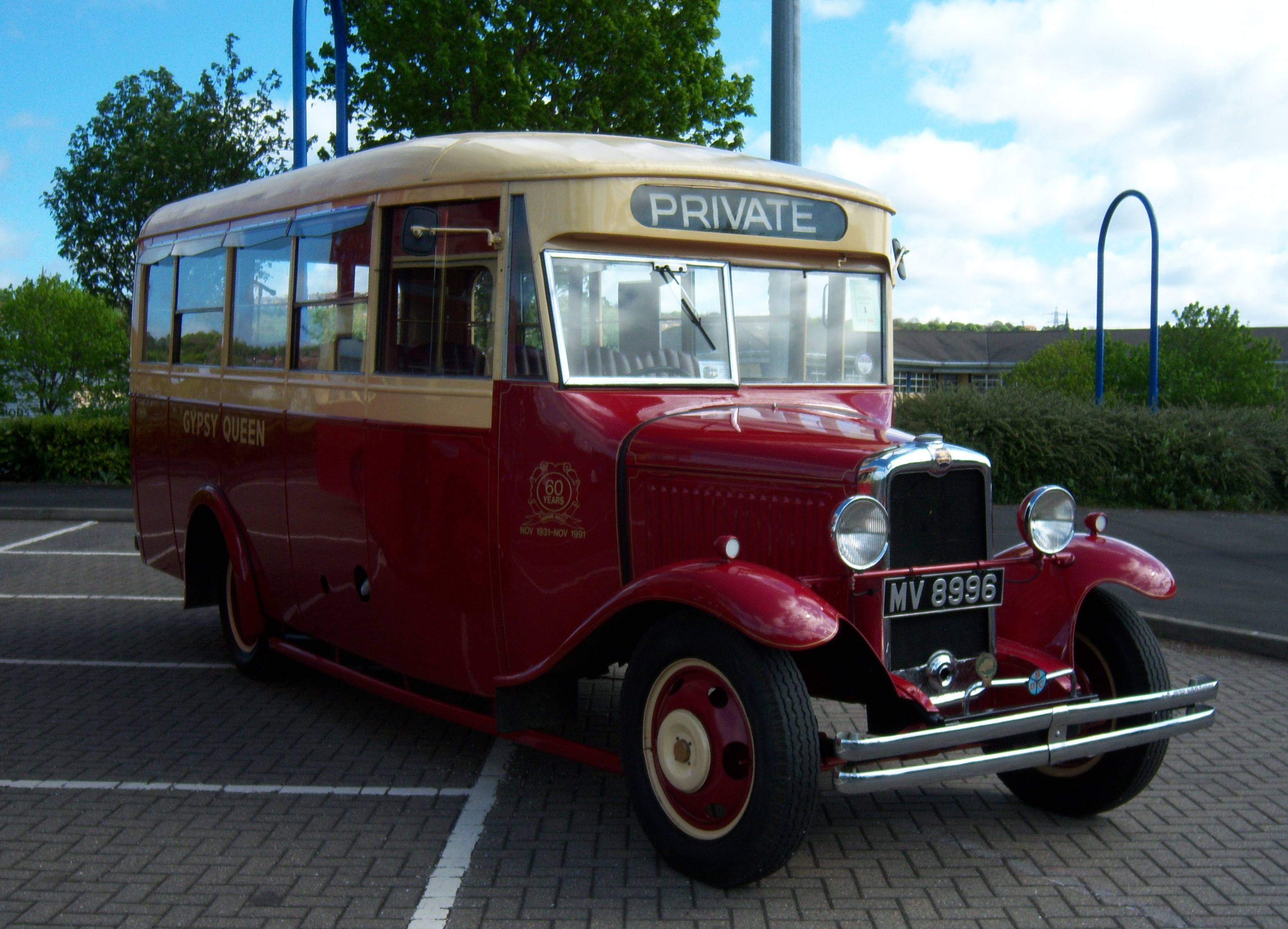
Bedford WLB mit Duple-Aufbau
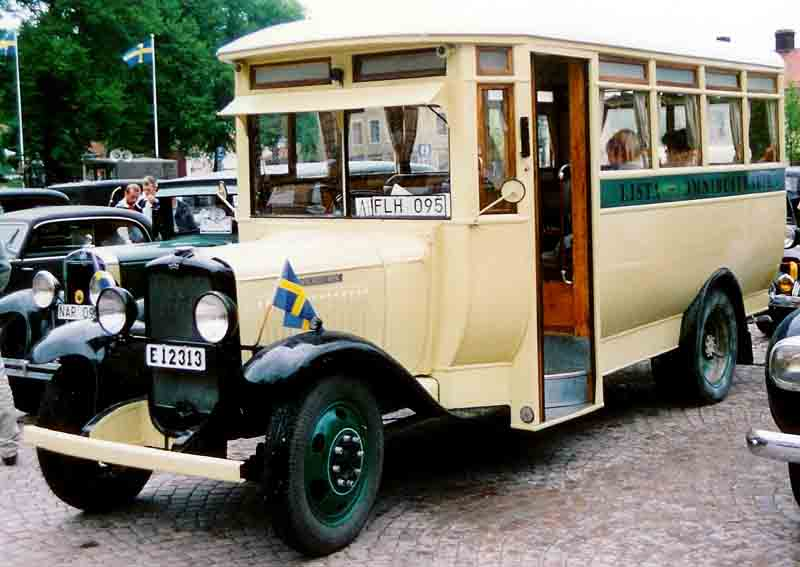
Bedford WLG, 1932
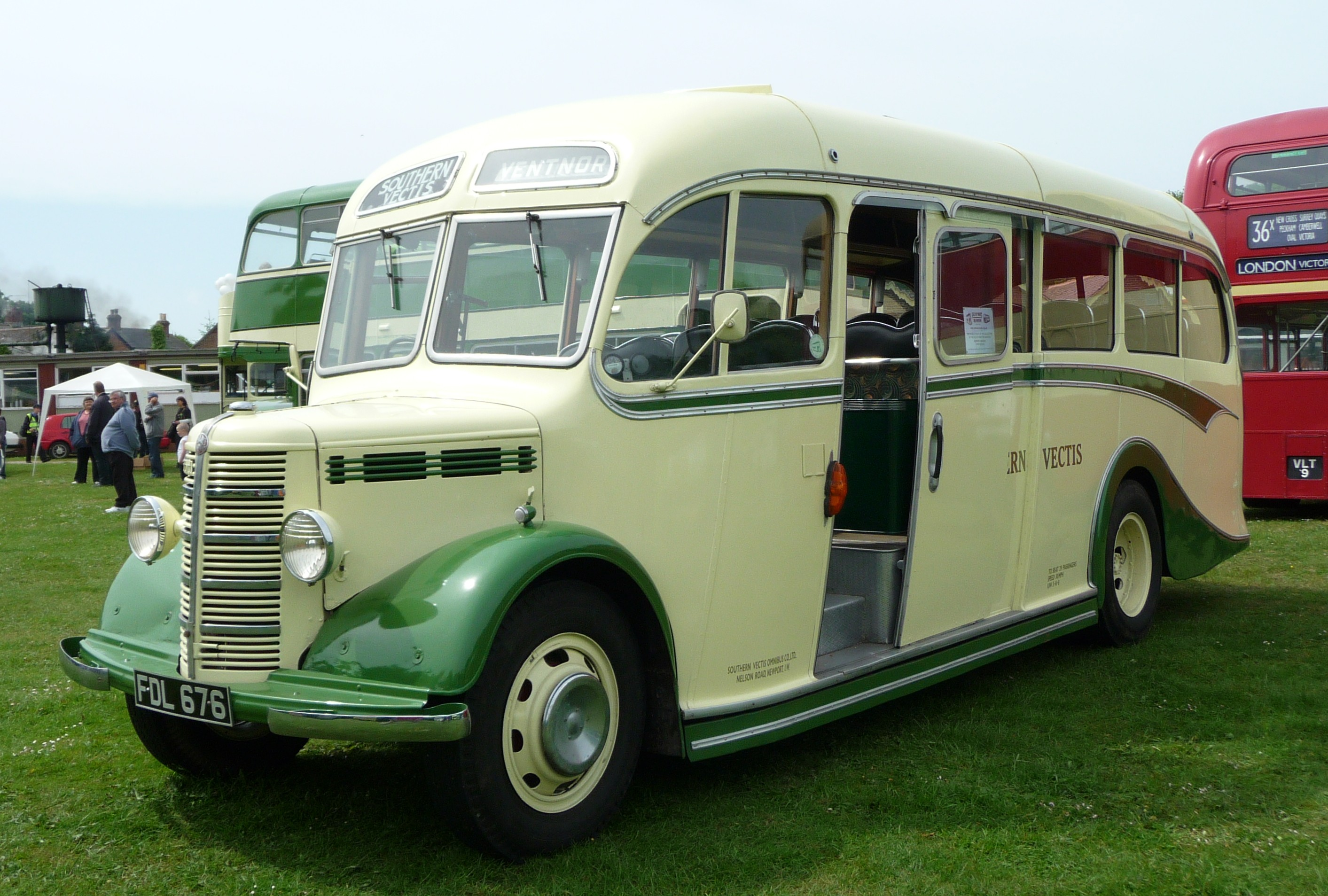
Duple Hendonian auf Bedford OB, 1932

| Name        | Bauzeit   | Fahrgestell     | Anmerkung                               |
| ----------- | --------- | --------------- | --------------------------------------- |
| AEC Regal   | 1930      | AEC Regal       |                                         |
| Bedford WHB | 1931      | Bedford WHB/WHG | Reisebus 14 Sitzplätze, Radstand 3,33 m |
| Bedford WLB | 1931      | Bedford WLB/WLG | Reisebus 14 Sitzplätze, Radstand 3,99 m |
| Bedford WHB | 1931      | Bedford WHT     | Radstand 2,82 m                         |
| Bedford WHT | 1931      | Bedford WLT     | Radstand 3,99 m                         |
| Vista       | 1936      | Bedford WTB     |                                         |
| Hendonian   | 1936      | Bedford OB      |                                         |
| Vista II    | 1937      | Bedford WTB     |                                         |
| Bedford OWB | 1942–1945 | Bedford OWB     | Linienbus, 25–32 Sitzplätze             |

### 1945–1960

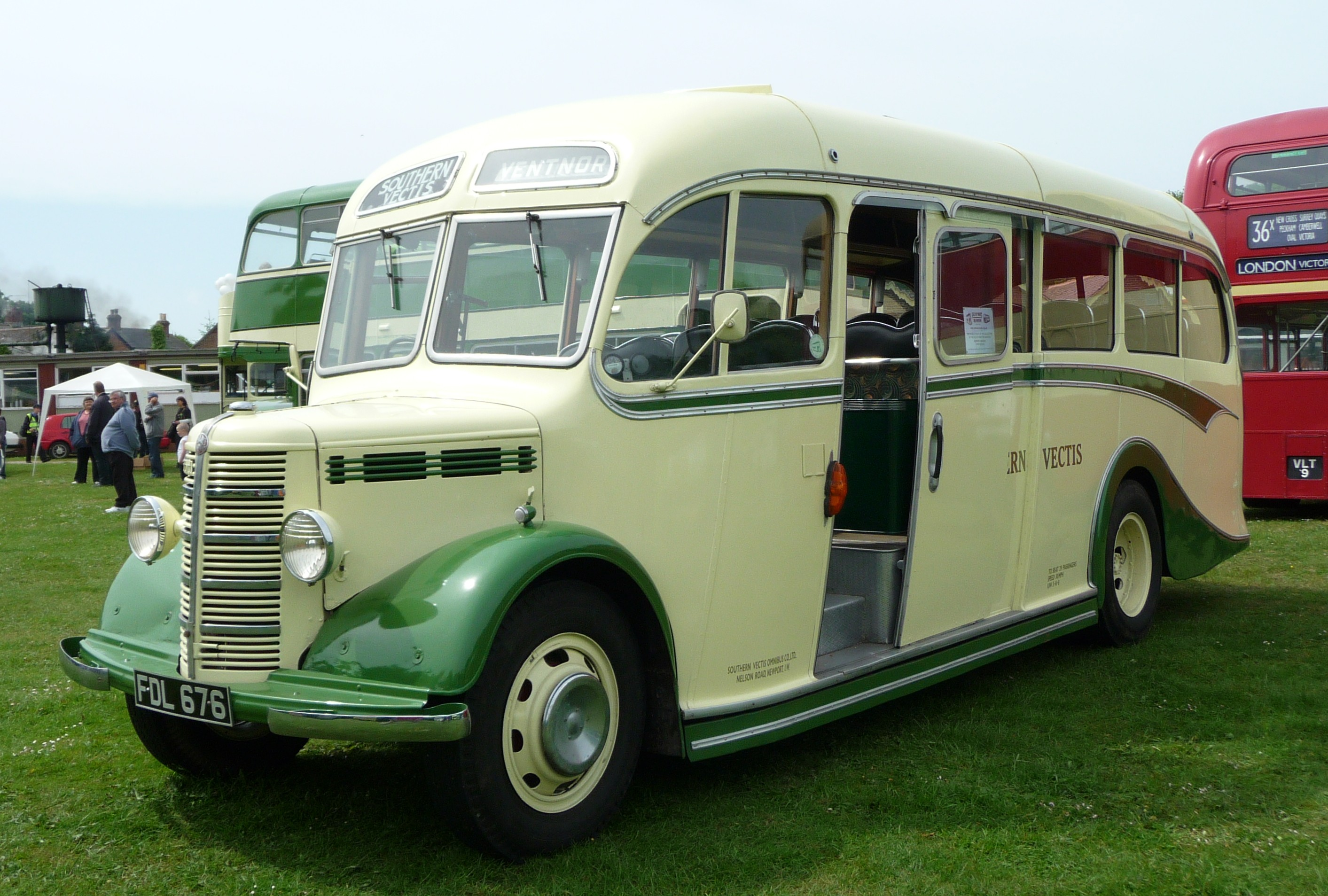
Duple Vista III auf Bedford SB
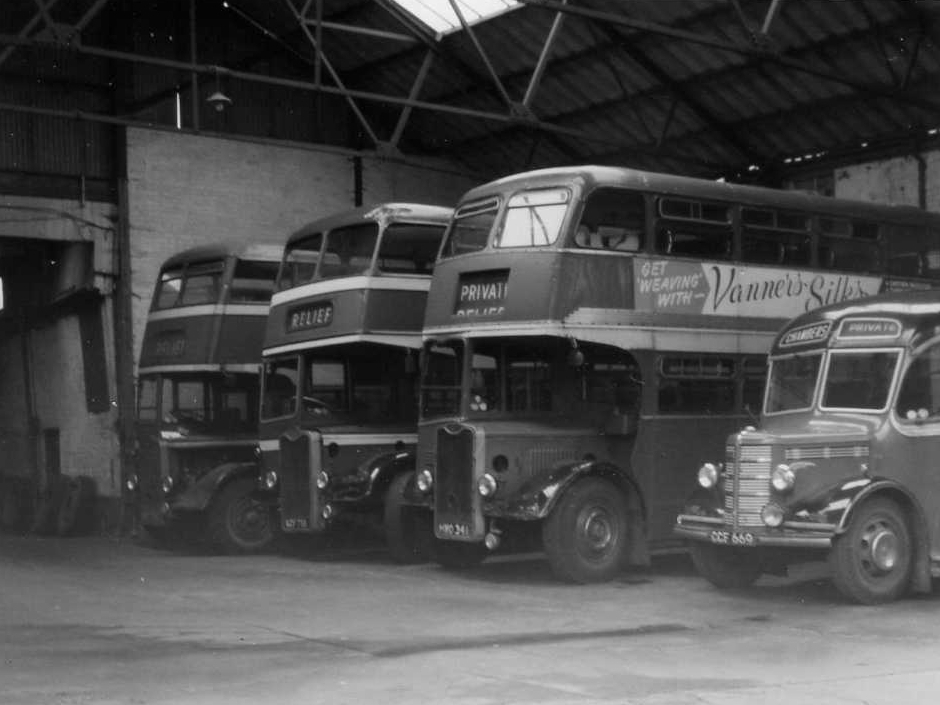
Drei Guy-Arab-Doppeldecker, der rechte Bus mit Duple-Aufbau
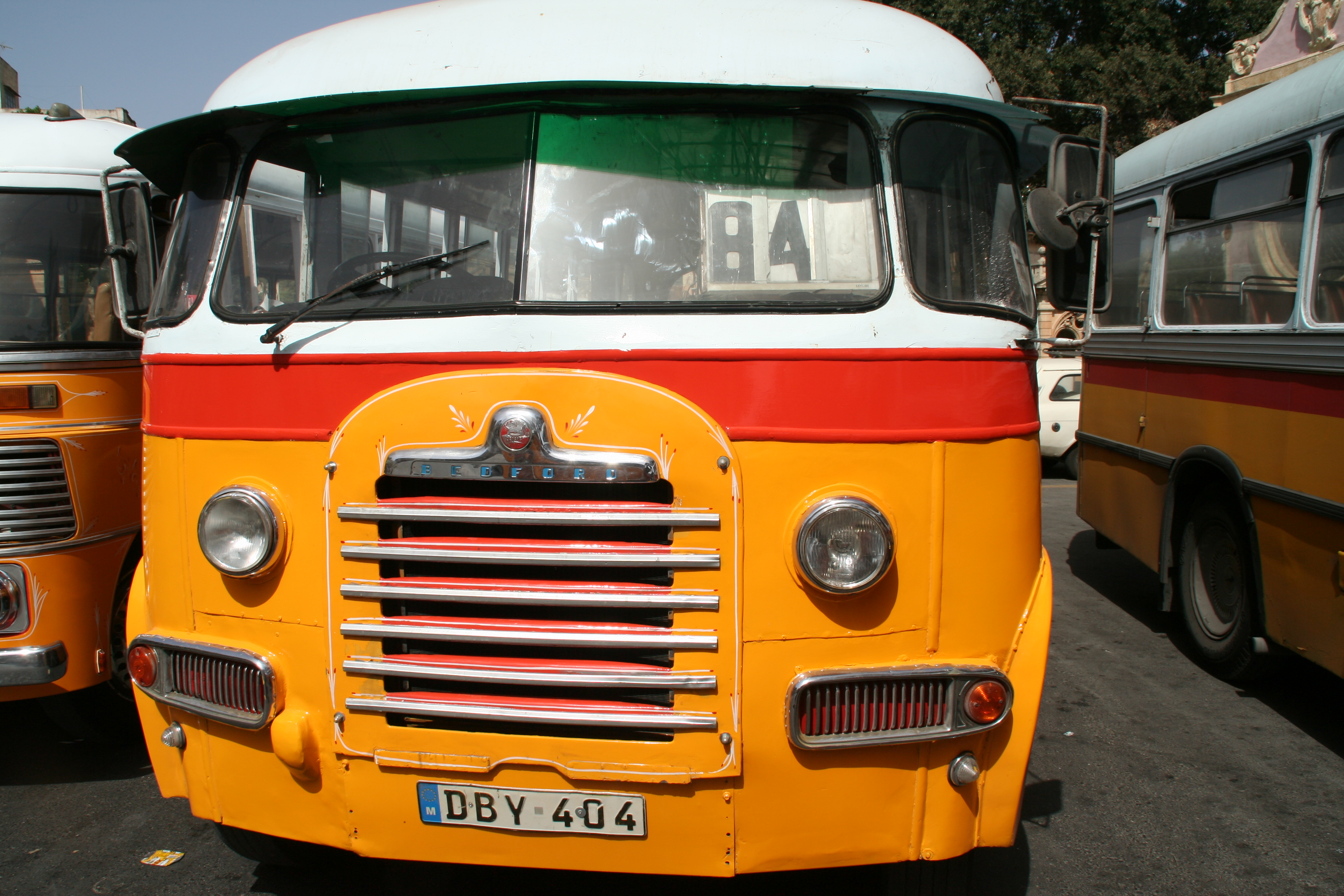
Duple Vega auf Bedford SB
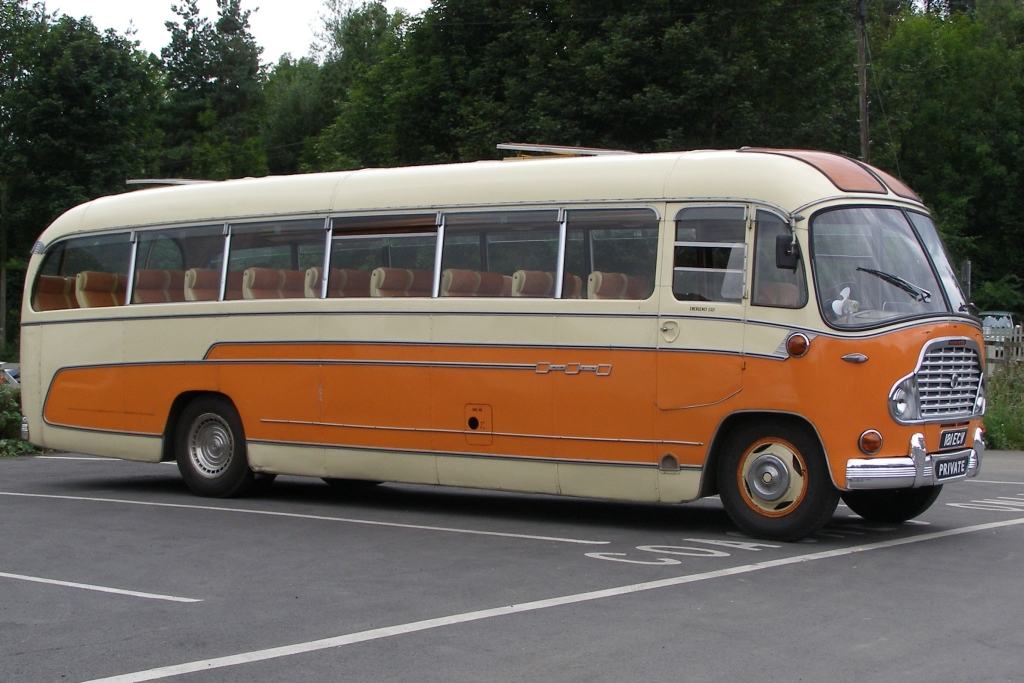
Duple Super Vega auf Bedford SB
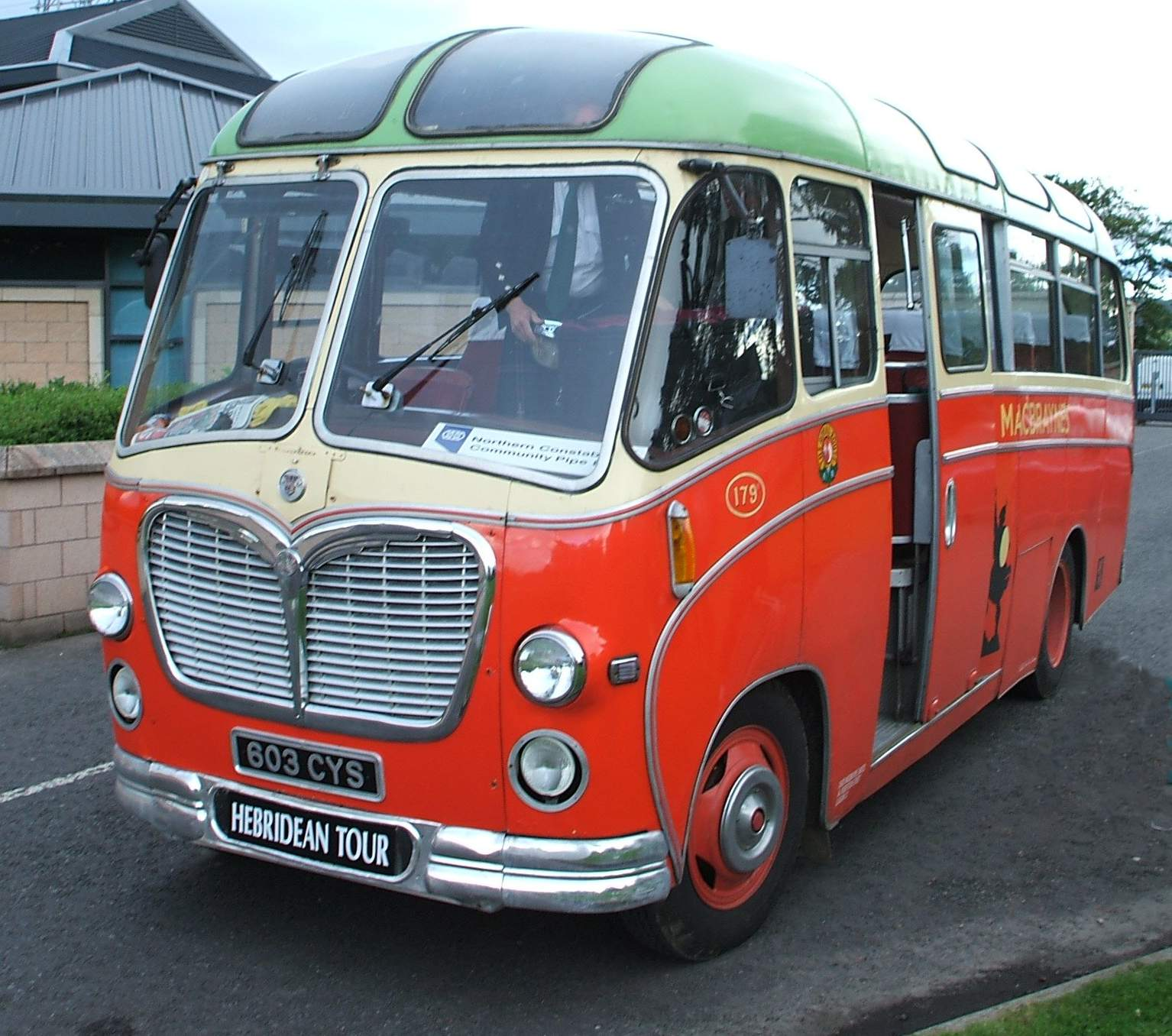
Bedford C5 mit Duple Super-Vista-Aufbau

| Name        | Bauzeit   | Fahrgestell                                            | Anmerkung                  |
| ----------- | --------- | ------------------------------------------------------ | -------------------------- |
| Vista III   | 1945–1950 | Bedford OB                                             | Reisebus, 27–29 Sitzplätze |
| A-type      | 1946      | AEC Regal Guy Arab III Leyland Tiger PS1 Dennis Lancet | Reisebus, 35 Sitzplätze    |
| B-type      | 1947      |                                                        | Mehrzweckbus               |
| C-type      | 1947      |                                                        | Mehrzweckbus               |
| D-type      | 1947      | Bristol LL                                             | Stadtbus                   |
| Ambassador  | 1950      | AEC Regal IV Leyland Royal Tiger Leyland Tiger Cub     | Reisebus, 26–41 Sitzplätze |
| Roadmaster  | 1950      | Bedford OB Leyland Royal Tiger Guy Arab UF             | Reisebus                   |
| Vega        | 1950      | Bedford SB Commer Avenger II/III                       | Reisebus, 28–41 Sitzplätze |
| Elizabethan | 1953      | AEC Reliance                                           | Reisebus                   |
| Britannia   | 1955      | Leyland Leopard AEC Reliance                           | Reisebus                   |
| Donington   | 1956      | AEC Reliance                                           | Mehrzweckbus               |
| Super Vista | 1959      | Bedford C4 Bedford C5                                  | Reisebus, 29/30 Sitzplätze |
| Super Vega  | 1961      | Bedford SB                                             | Reisebus                   |

### 1960–1980

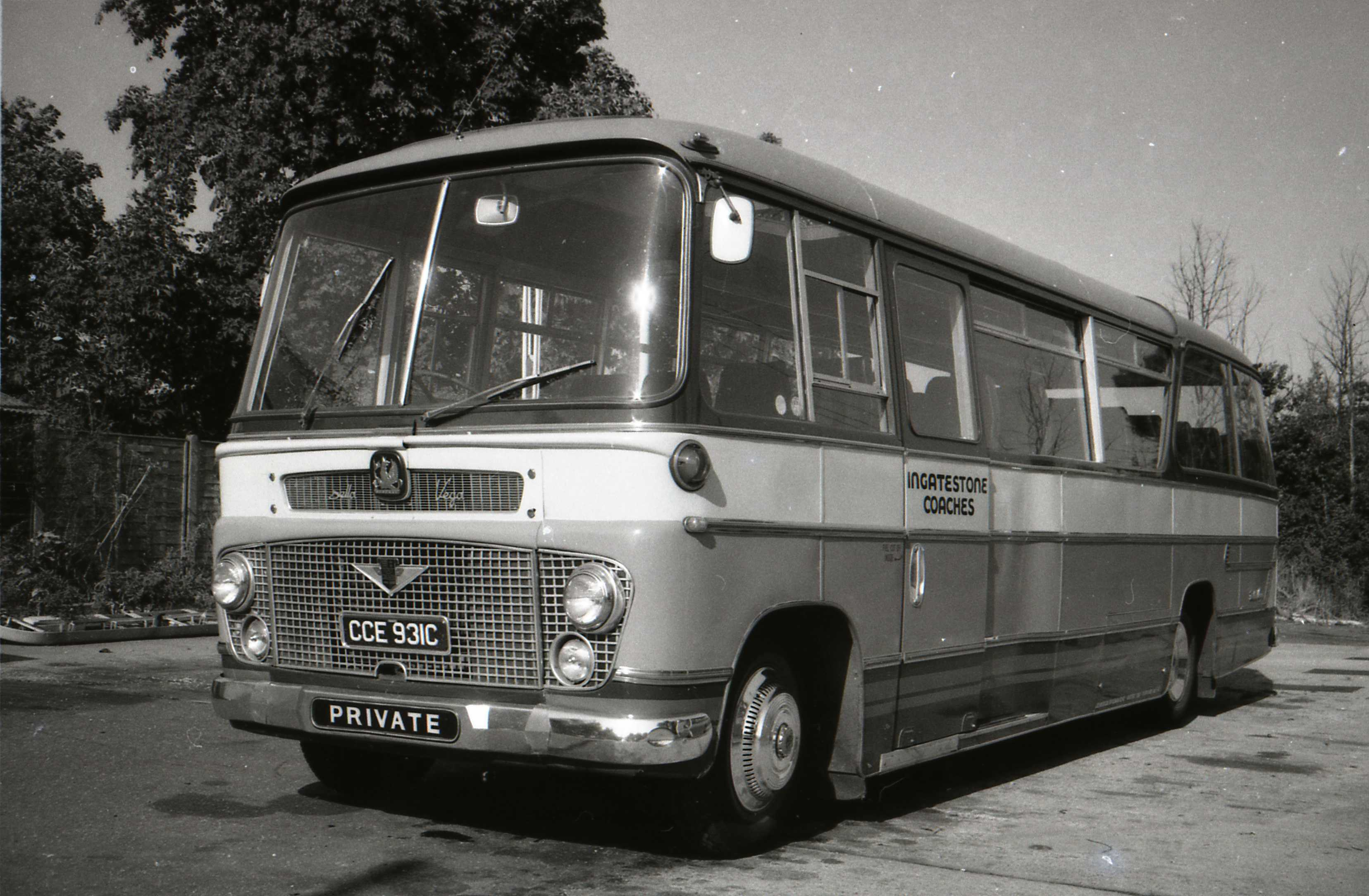
Duple Bella Vega auf Bedford SB (1965)
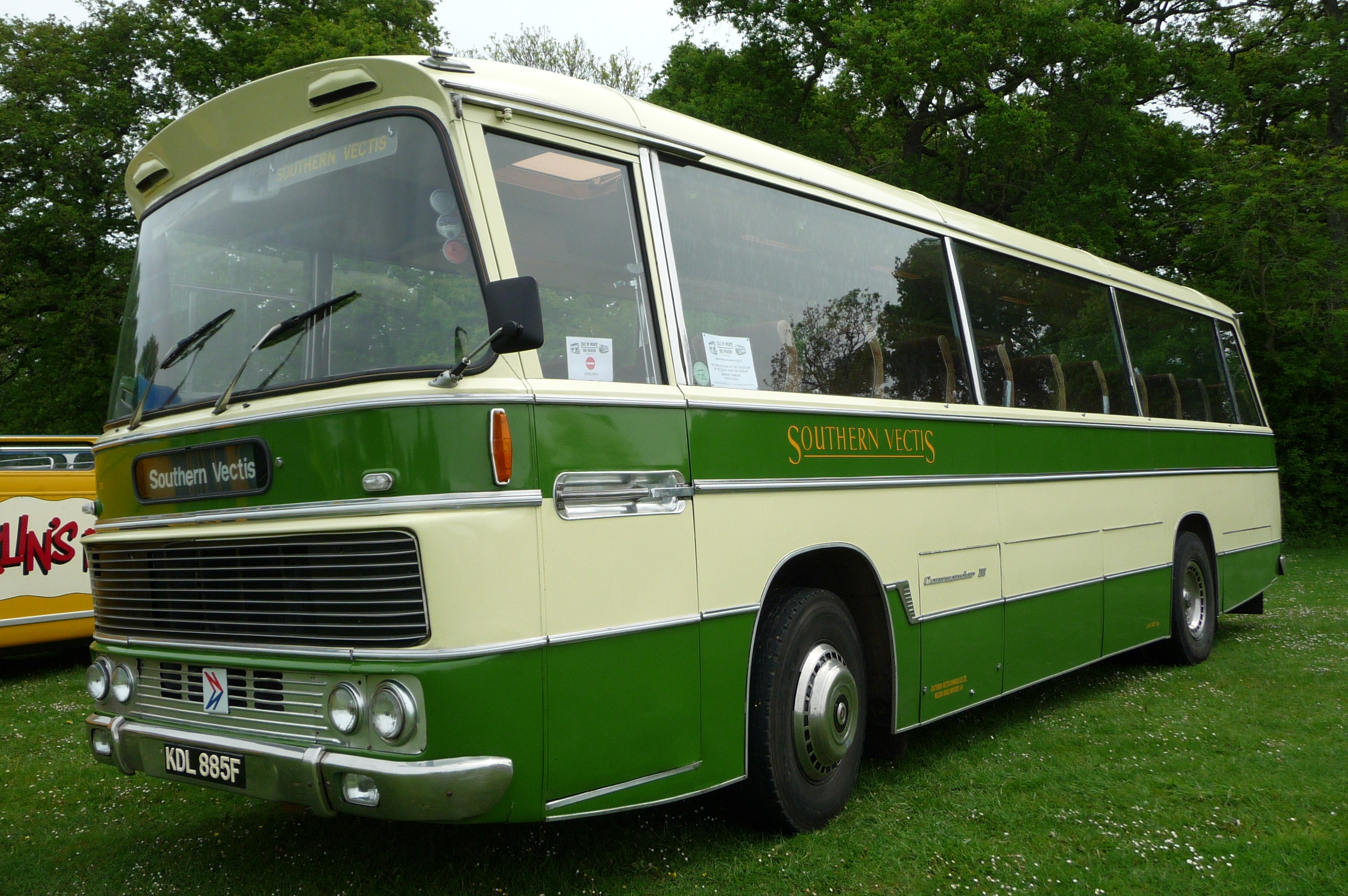
Duple Commander auf Bristol RE
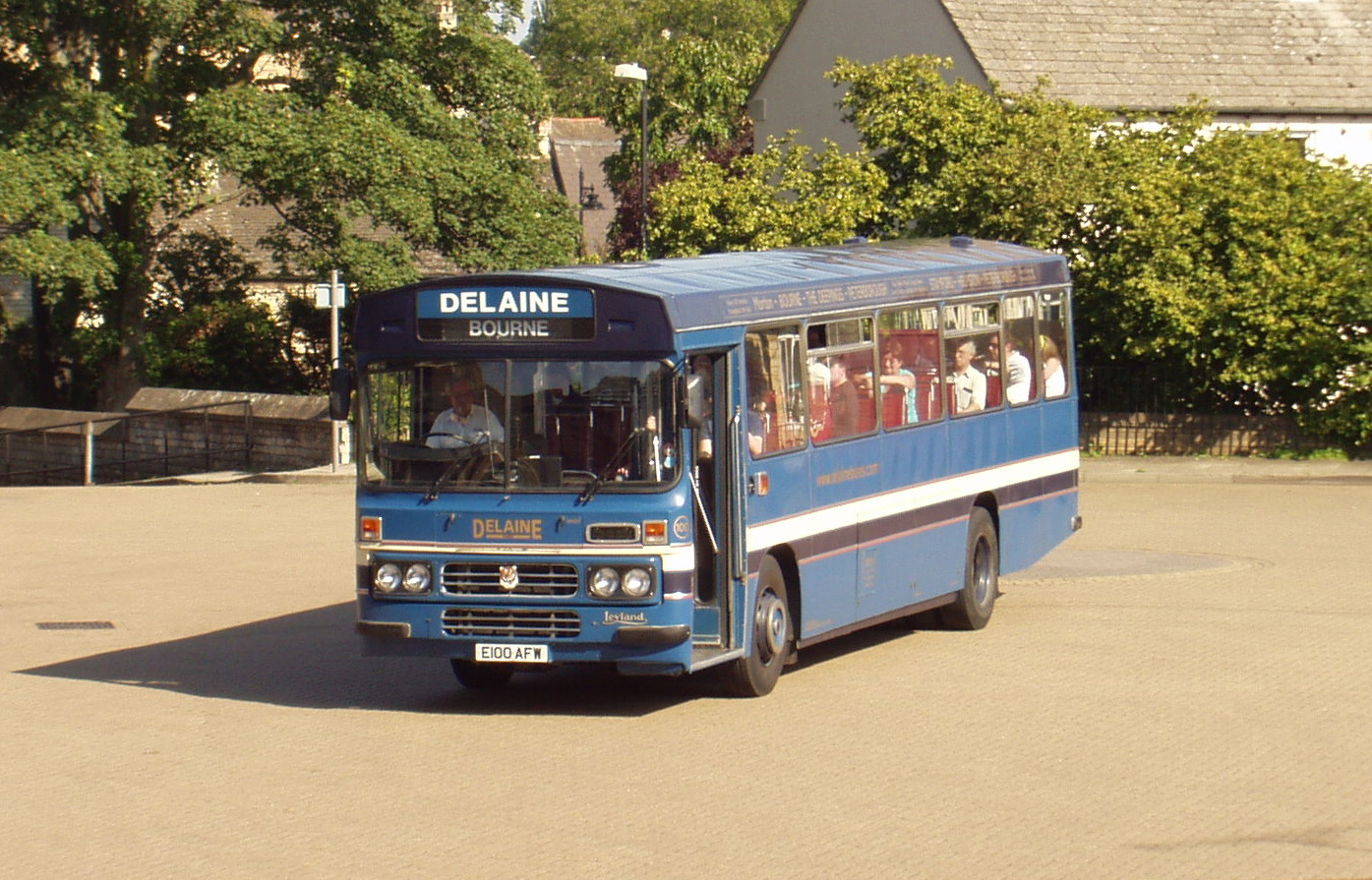
Duple Dominant Bus auf Leyland Tiger
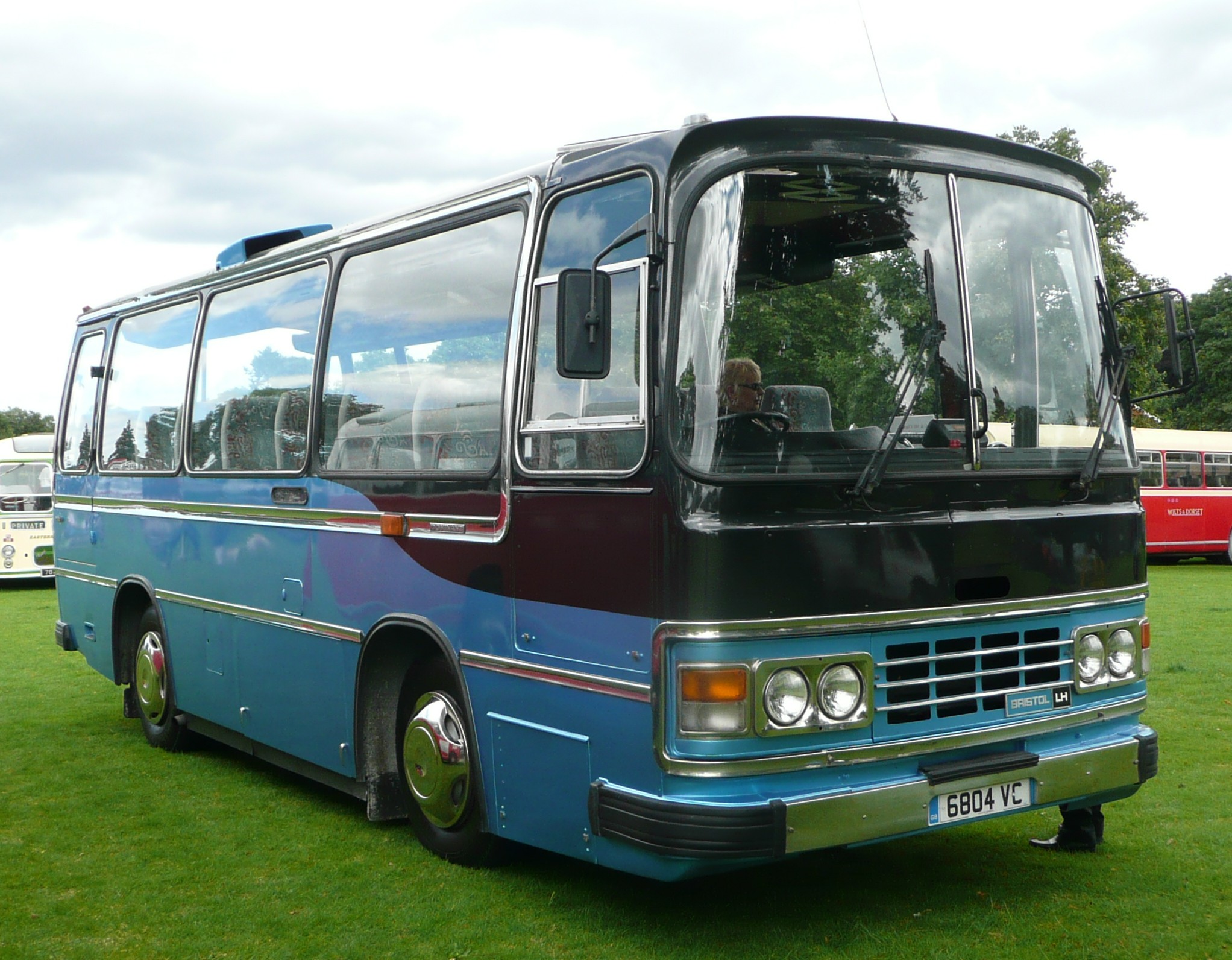
Duple Dominant I auf Bristol LHS

| Name        | Bauzeit | Fahrgestell                            | Anmerkung                                                          |
| ----------- | ------- | -------------------------------------- | ------------------------------------------------------------------ |
| Bella Vista | 1961    | Bedford SB Bedford VAS                 | Reisebus, 41 Sitzplätze                                            |
| Bella Vega  | 1961    | AEC Reliance Bristol RE                | Reisebus, 43–47 Sitzplätze                                         |
| Continental | 1961    | Leyland Leopard AEC Reliance           | Reisebus, 41–49 Sitzplätze, auch als Alpine Continental bezeichnet |
| Vega Major  | 1962    | Bedford VAL Ford                       | Reisebus, 49–52 Sitzplätze                                         |
| Commander   | 1964    | Bristol RE Leyland Leopard             | Reisebus, 44 Sitzplätze                                            |
| Viscount    |         | Bedford VAM AEC Reliance               | Reisebus, bei Willowbrook produziert                               |
| Viceroy     | 1966    | Bedford VAL Ford R-Serie Bedford VAM   | Reisebus, 53 Sitzplätze                                            |
| Empress     | 1966    | Ford R192                              | Reisebus, 45 Sitzplätze                                            |
| Dominant    | 1972    | Leyland Tiger Ford R-Serie Bristol LHS | Reisebus                                                           |
| Dominant II | 1976    | Leyland Tiger Ford R-Serie             | Reisebus, auch als Linienbus gebaut                                |

### 1980–1988

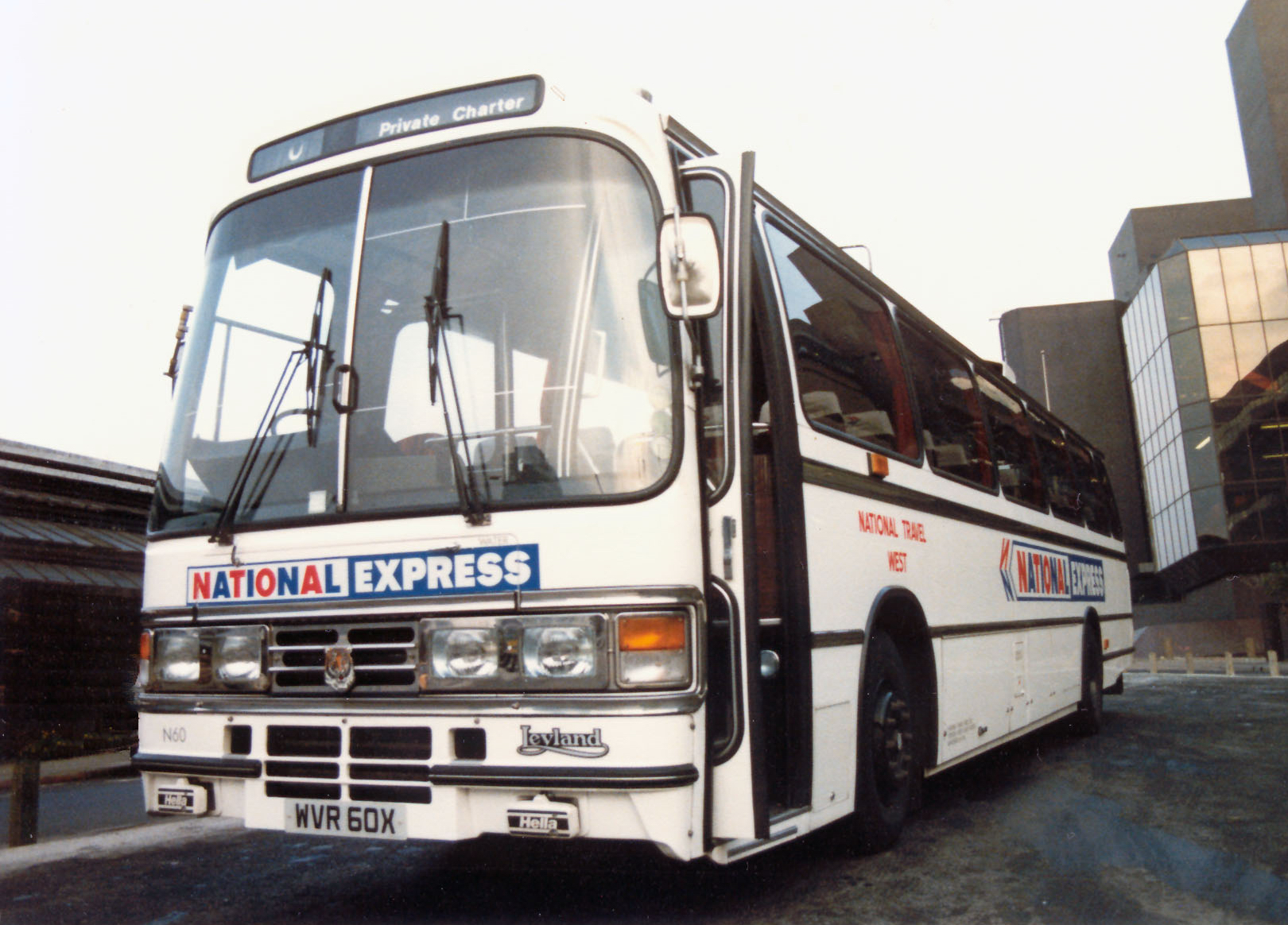
Duple Dominant IV auf Leyland Tiger
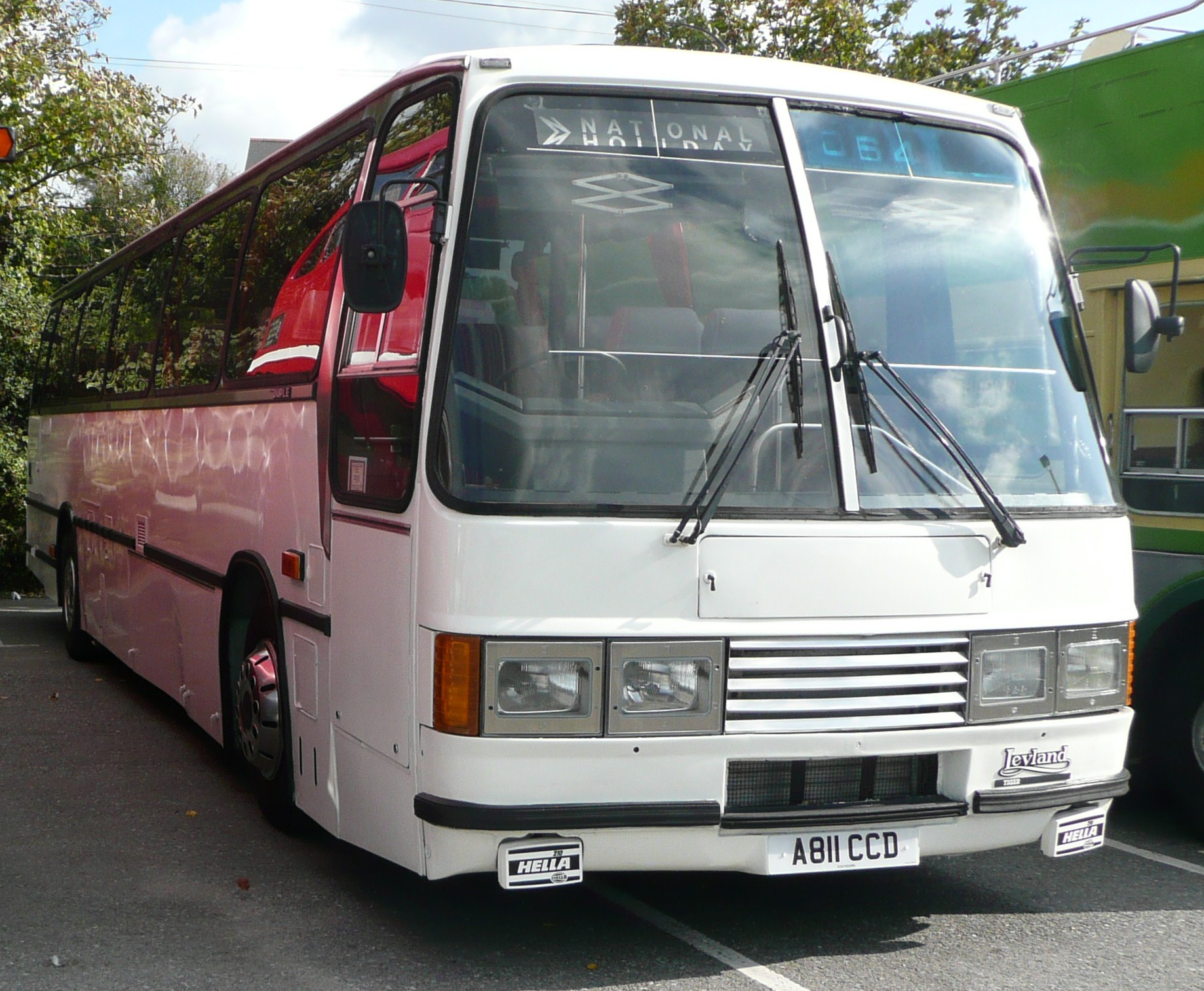
Duple Laser auf Leyland Tiger
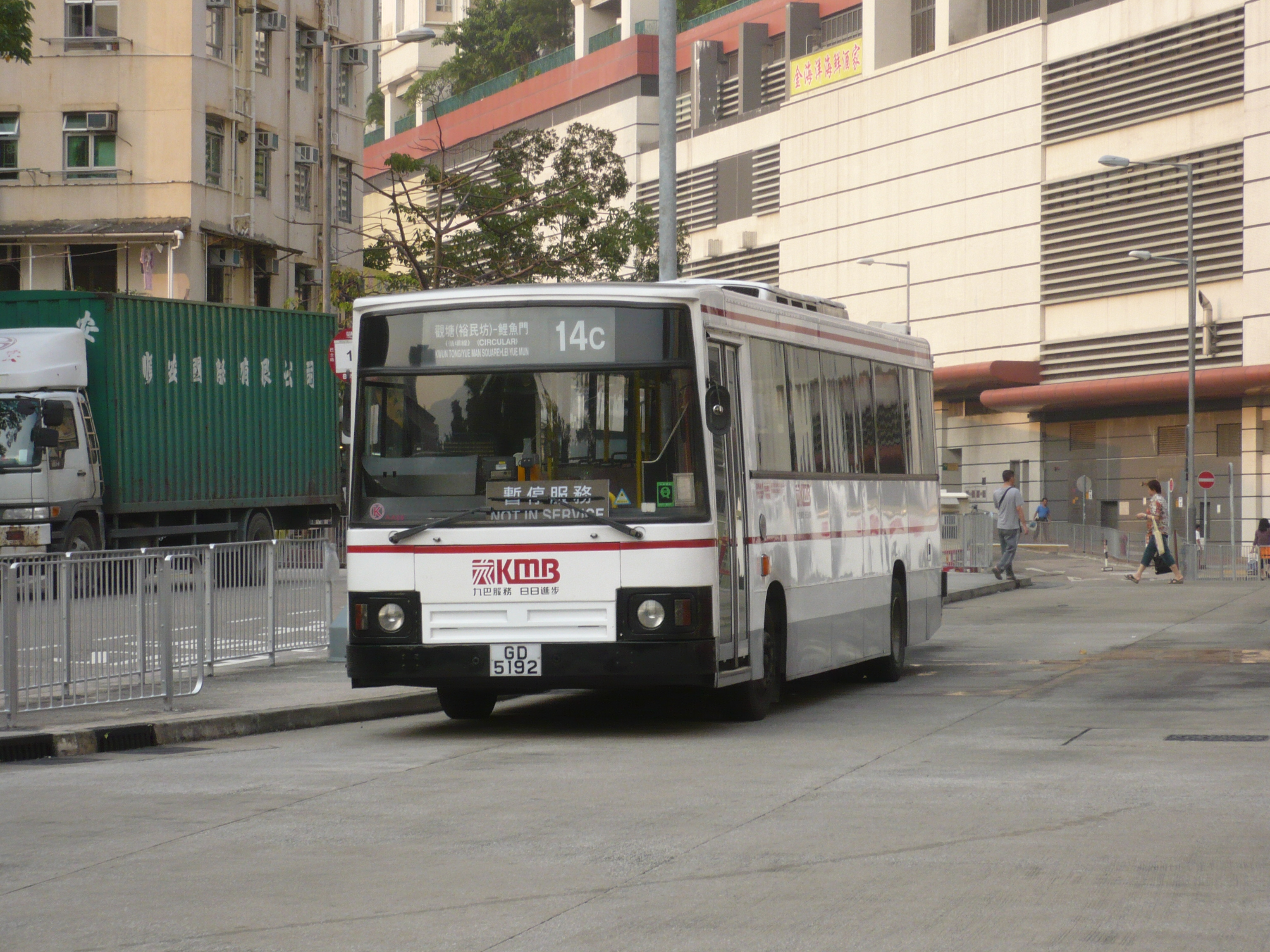
Duple 300
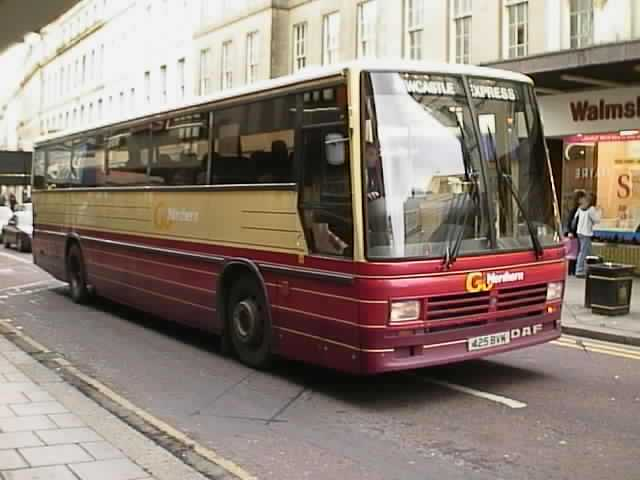
Duple 320
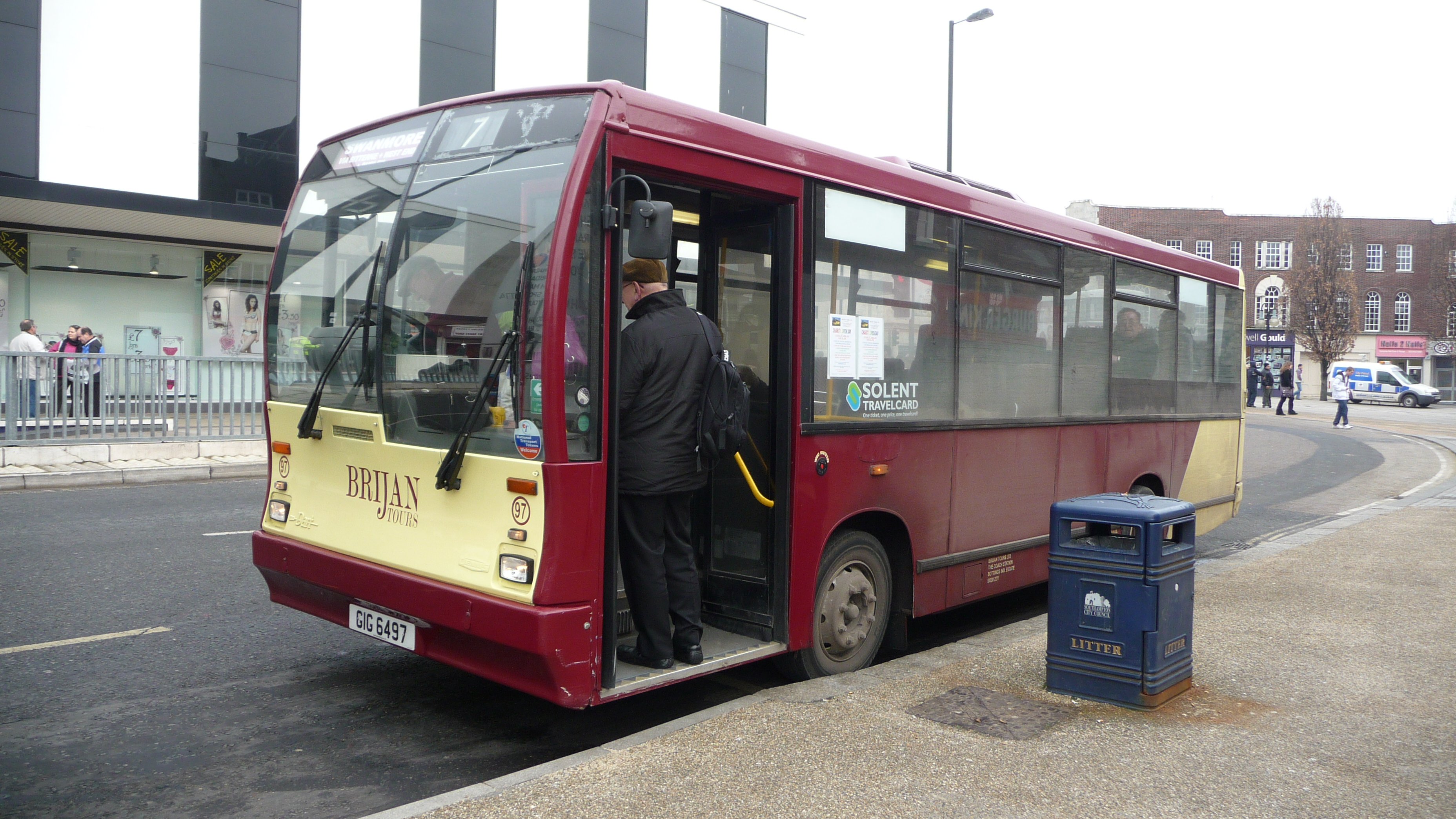
Dennis Dart

| Name              | Bauzeit | Fahrgestell                        | Anmerkung                                                               |
| ----------------- | ------- | ---------------------------------- | ----------------------------------------------------------------------- |
| Dominant III      | 1980    | Leyland Tiger Ford R-Serie         | Reisebus, auch als Linienbus gebaut                                     |
| Dominant IV       | 1980    | Leyland Tiger Ford R-Serie         | Reisebus                                                                |
| Goldliner II-IV   | 1981    | Leyland Tiger                      | Reisebus, 51 Sitzplätze                                                 |
| Super Goldliner   | 1982    | Dennis Falcon                      | Reisebus                                                                |
| Laser             | 1982    | Leyland Tiger                      | Reisebus, 53 Sitzplätze                                                 |
| Caribbean         | 1982    | Volvo B10M Leyland Tiger DAF MB200 | Reisebus                                                                |
| Calypso           | 1983    | Bova                               |                                                                         |
| Duple 300/320/340 | 1985    | Leyland Tiger Dennis               | Reisebus/Linienbus, die Bezeichnung leitet sich aus der Höhe in cm ab   |
| Duple 425         | 1985    | Dennis                             | Reisebus, die Bezeichnung leitet sich aus dem Luftwiderstandsbeiwert ab |
| Dennis Dart       | 1988    | Dennis Dart                        | Linienbus, auch Duple Dart, Duple Dartline                              |